# Stenträsket (sjö i Finland, Österbotten, lat 62,83, long 21,48)
Stenträsket är en sjö i Finland. Den ligger i kommunen Malax i landskapet Österbotten, i den sydvästra delen av landet, 300 km nordväst om huvudstaden Helsingfors. Stenträsket ligger 22 meter över havet. Arean är 8,7 hektar och strandlinjen är 2,72 kilometer lång. Sjön  ingår i Bottenhavets kustområde.   I omgivningarna runt Stenträsket växer i huvudsak blandskog.